# 梅普爾伍德 (紐澤西州)
梅普爾伍德（英語：Maplewood）是美國紐澤西州埃塞克斯郡的一個城市。據2010年美國人口普查，梅普爾伍德有人口23,867人，比2000年人口普查的23,868減少1人，比1990年人口普查的21,652增加2,216人。

## 外部連結
- Township of Maplewood official website （页面存档备份，存于）
- South Orange-Maplewood School District （页面存档备份，存于）
- 中的“梅普爾伍德 (紐澤西州)”
- South Orange-Maplewood Place （页面存档备份，存于） (Website providing information about South Orange and Maplewood)